# Nannocharax reidi
Nannocharax reidi är en fiskart som beskrevs av Richard P. Vari och Carl J. Ferraris, Jr. 2004. Nannocharax reidi ingår i släktet Nannocharax och familjen Distichodontidae. IUCN kategoriserar arten globalt som otillräckligt studerad. Inga underarter finns listade i Catalogue of Life.